# Paraíso do Sul
Paraíso do Sul is een gemeente in de Braziliaanse deelstaat Rio Grande do Sul. De gemeente telt 7.643 inwoners (schatting 2009).

## Aangrenzende gemeenten
De gemeente grenst aan Agudo, Cachoeira do Sul, Cerro Branco, Novo Cabrais en Restinga Sêca.